# Bloque Democrático (Alemania Oriental)
El Bloque Democrático (en alemán: Demokratischer Block der Parteien und Massenorganisationen) fue un frente popular de partidos y organizaciones de masas de la República Democrática Alemana.

## Historia
El personal de trabajo de la Comisión Consultiva Europea del Partido Comunista de la Unión Soviética (PCUS) se encargó a principios de 1944 de desarrollar el propio concepto político de la Alemania comunista en el exilio. Un primer borrador fue hecho el 6 de marzo de 1944 en una sesión de trabajo del Partido Comunista de Alemania (KPD) en el exilio presentado por Wilhelm Florin. Los lineamientos desarrollados por la concepción soviética del futuro Partido Comunista se veían como gobierno. Tras la rendición incondicional de la Wehrmacht el 8 de mayo de 1945 y la Declaración de Berlín del Comandante en Jefe de las cuatro potencias victoriosas, del 5 de junio de 1945, se prohibió toda actividad política en todas las zonas de ocupación. Después de consultar a Anton Ackermann, Walter Ulbricht y Gustav Sobottka se autorizó el 4 de junio de 1945 en Moscú la Orden N.º 2 de la Administración Militar Soviética en Alemania, sobre la formación y actividad de partidos antifascistas en la Zona de Ocupación Soviética. Con este comunicado del 11 de junio de 1945, el Partido Comunista llegó a Berlín y anunció lo siguiente:
El Comité Central del Partido Comunista de Alemania opina que el programa anterior podría utilizarse como base para la creación de un bloque de partidos democráticos antifascistas (el Partido Comunista, el Partido Socialdemócrata de Alemania, el Partido del Centro y otros). Creemos que tal bloque puede formar una base sólida en la lucha por la liquidación completa de los restos del régimen de Hitler y por el establecimiento de un régimen democrático.
Además del bloque a nivel nacional, se establecieron bloques correspondientes a nivel de zona. En Brandeburgo, tres de los cuatro partidos antifascistas existentes se unieron para formar el bloque unitario democrático de Brandeburgo el 28 de noviembre de 1945. En Turingia, el bloque antifascista-democrático de Turingia se formó el 17 de agosto de 1945. En Sajonia y Sajonia-Anhalt fue fundada el 29 de agosto de 1945.
En 1946, el KPD y las autoridades de ocupación soviéticas forzaron a los socialdemócratas de la zona oriental para que se fusionaran con el KPD y formaran el Partido Socialista Unificado de Alemania (SED). Aparentemente una unión de iguales, el SED pronto se convirtió en un partido comunista de pleno derecho similar a otros partidos que lo harían en el bloque soviético. El SED y las autoridades de ocupación pronto presionaron a los otros partidos para que formaran una coalición permanente bajo el liderazgo del SED. Esta coalición presentó una "lista única" dominada por el SED en las elecciones a la Asamblea Constituyente celebradas en mayo de 1949. Aunque a los votantes solo se les dio la opción de aprobar o rechazar la lista en circunstancias menos que secretas, las cifras oficiales mostraron que el 66% de los votantes aprobaron la lista. Este sería el más bajo porcentaje de votos para una lista liderada por el SED durante las cuatro décadas de régimen comunista en Alemania Oriental.
En 1950 fue sucedido por el Frente Nacional.

## Historia electoral
| Elección | Votos     | %      | Escaños   | +/–  | Posición | Gobierno              |
| -------- | --------- | ------ | --------- | ---- | -------- | --------------------- |
| 1949     | 7,943,949 | 66.07% | 1525/1525 | 1525 | 1.ª      | Única coalición legal |